# 桜花裁き
『桜花裁き』（おうかさばき）は、IRODORIより2017年2月24日に発売された18禁美少女アドベンチャーゲーム。2018年2月22日に『桜花裁き 斬』がPlayStation Vitaで発売された。
本作は単純なアドベンチャーゲームではなく、サブタイトルに「推理型奉行活劇ゲーム」とあるように、推理ゲームとしての一面もある。第一章から第四章で四つの事件の謎解きと犯人探しをして最後に奉行裁きを行う。第四章だけは裁き失敗でゲームオーバーがあるが、ほかは全部やり直しが効く。
推理ゲームクリア後に、ラブコメストーリー（PC18禁版はエロシーンあり）を全部詰め込んでいる形式（ヒロイン分岐あり）となっている。一部、特定ルートだけは推理ゲームの途中から離脱して該当シナリオに入る形になっている。

## 登場人物
声はPC版 / PS Vita版。

### 主人公
大岡 志明
本作の主人公である男性。桜花町の町奉行に就任する。冷静沈着に見えて熱血漢であったりもする。眼鏡をかけている。趣味は将棋。

### ヒロイン
平賀 理夢
声 - 桃山いおん/長妻樹里
メインヒロイン。いつだって一生懸命の明るくて元気な志明の幼馴染の発明家。発明家の技量を見込まれ、中町奉行所に所属となる。
遠山 桜
声 - 小鳥居夕花/高森奈津美
メインヒロイン。 親に似て文武両道、でも親に似ず堅物の奉行。志明のお目付け役として中町奉行所に配属。
河合 小梅
声 - 遥そら/仙台エリ
メインヒロイン。実の正体は国のお姫様。一話の事件解決後も中町奉行所にちょくちょく顔を出している。中町奉行所の妹みたいな存在だが生まれが生まれだけあって言葉使いはとても丁寧。

### サブヒロイン
沖田 紫乃
声 - 奏雨/尾崎真実
剣の達人。紫乃のルートもあり。進撰組局長近藤尊を父のように慕う。かわいいもの好きな一面もある。
非常に寡黙な性格だが、実際は心に大きな傷を負っている。
山南 彩花
声 - かわしまりの/瑞沢渓
隠し的サブヒロイン、特定の条件で前半中からいきなりルートに入れる。宿舎の寮母さん、明るい性格と暗い性格と残忍な性格と優しい性格と多くの面を持つ。進撰組所属。料理が得意。

### その他
土方 記風
声 - 土門熱/佐藤拓也
理夢に負けないくらいの陽気と活発な進撰組切り込み隊長。志明が心の底から腹を割って話せる唯一の男親友。沖田・山南とともに進撰組隊士として中町奉行所に配属。
近藤 尊
声 - 野☆球/景浦大輔
進撰組局長。実は奉行でもあった志明の父とも係わり合いが深く、中町奉行所が新設されて進撰組が配属されたことで、目付けとして寮にしばしば居つくことも多い。
大岡 忠茂
声 - 相武遠大/利根健太朗
志明の父。南町の名奉行。身分が高いが、性格は穏やかで口調も和らげ、そのため多くの人に慕われている。だが、ゲームの一話終了後に殺害されてしまう。
東条 藍之助
声 - 相武遠大/利根健太朗
ゲーム中、容疑者として候補にもあがるほど怪しい酒と将棋が大好きな風来坊の遊び人。志明の将棋仲間。腕っ節もあり情報通でもあったりする。その実、北町奉行の遠山で桜の父だったりする。
早乙女 恵
声 - 北見六花/小野涼子
藍之助と行動を共にする町娘で、遠山の配下である。弁が立つので口論で藍之助と争っても大抵勝ってしまう。
鈴
声 - 今谷皆美/久路かな美
山南ルートで逃避行中に登場する奴隷少女で、彩花ルートの重要人物。腰につけた大きな鈴が特徴。
バッテラ
声 - 荒川虎鉄/小手川拓也
陸を歩く魚。なぜか泳げない上に、寿司屋で働いている。またなぜか紫乃はバッテラをかわいいと思っていて、バッテラ君人形とか持っていたりする。

## 制作
紫乃役には奏雨が選ばれた。
奏雨は自分が演じた紫乃のルートの内容が本人にとってつらい内容であり、感情の山場となる場面では何度遊んでもこみ上げるがあると「Getchu.com」内のコラムの中で話している。
一方、奏雨は感情が組み立てやすいので、苦しいシーンではあったが、演技の楽しさを感じられたと「Getchu.com」内のコラムの中で振り返っている。
IRODORIも、紫乃の個別ルートについて、奏雨を起用してよかったとコラムに寄せたコメントの中で振り返っており、奏雨の演技によって暗闇の中で光を探す彼女の心情をユーザーに伝えることができたとも語っている。

## スタッフ
- キャラクターデザイン・原画 - 榊水夏、宍戸九郎、ささくま、腹ぺ娘（SD原画）
- シナリオ - 海水塩湖、ビアード、他

## Webラジオ
『「桜花裁き」らじお』のタイトルで、2017年1月27日から6月2日まで音泉にて配信された。毎週金曜日更新。パーソナリティは奏雨（沖田紫乃 役）、歩サラ（山辺舞 役）、野☆球（近藤尊 役）。
PlayStation Vita用ゲーム『桜花裁き 斬』の発売に合わせ、『桜花裁きらじお斬』のタイトルで2017年8月11日から2018年3月23日まで音泉にて配信された。隔週金曜日更新。パーソナリティは長妻樹里（平賀理夢 役）、利根健太朗（東条藍之助 役）。